# 89 г. пр.н.е.
89 (осемдесет и девета) година преди новата ера (пр.н.е.) е година от доюлианския (Помпилийски) римски календар.

## Събития

### В Римската република
- Консули са Гней Помпей Страбон и Луций Порций Катон.
- За цензори са избрани Публий Лициний Крас и Луций Юлий Цезар.[1]
- Съюзническата война:
  - Консулът Луций Катон е победен и загива в битка при Лаго Фучино.
  - В Битката при Аскулум консулът Гней Помпей Страбон побеждава въстаналите италийски племена.
- С приетия закон Lex Plautia Papiria се разширява правото на преди въстаналите италийски общности да получават римско гражданство.[1]
- С приетия закон Lex Pompeia de Transpadanis се дава латинско право (граждански статус намиращ се по средата между перегрин и пълен римски гражданин) на общностите в Цизалпийска Галия на север от река По (Транспадана).[1]

#### Вримска Азия
- Подтикнат от римляните, Никомед IV нахлува в Понтийското царство, но войската му претърпява поражение в Битката при река Амния.[2]
- Начало на Първата Митридатова война:
  - Използвайки нападението над Понт като повод, Митридат VI нахлува във Витиния и римските владения в Мала Азия.
  - Понтийците разбиват войската на легата Маний Аквилий при Протопахиум (Protopachium).[2]

## Родени
- Марк Емилий Лепид, римски политик, триумвир и Понтифекс максимус (умрял 13 г. пр.н.е.)[notes 1]
- Публий Вентидий Бас, римски политик и военачалник (умрял 38 г. пр.н.е.)

## Починали
- 11 юни – Тит Дидий, римски политик и военачалник (роден 121 г. пр.н.е.)
- Авъл Постумий Албин, римски политик
- Цецилия Метела Балеарика Младша, римска матрона